# Xylosma boulindae
Xylosma boulindae är en videväxtart som beskrevs av Herman Otto Sleumer. Xylosma boulindae ingår i släktet Xylosma och familjen videväxter. Inga underarter finns listade i Catalogue of Life.